# Oktiabrskoje (obwód omski)
Oktiabrskoje (ros. Октябрьское) – wieś (sieło) w Rosji, w obwodzie omskim, w rejonie gorkowskim. W 2010 liczyła 1025 mieszkańców.